# Mistrzostwa Europy w Podnoszeniu Ciężarów 1949
Mistrzostwa Europy w Podnoszeniu Ciężarów 1949 – 29. edycja mistrzostw Europy w podnoszeniu ciężarów, która odbyła się między 4 a 6 września 1949 w Hadze, a dokładnie w dzielnicy Hagi Scheveningen (Holandia ). Startowali tylko mężczyźni w 6 kategoriach wagowych.

## Medaliści
| Kategoria: | Złoto:          | Wynik    | Srebro:         | Wynik    | Brąz:           | Wynik    |
| 56 kg      | Marcel Thevenet | 267,5 kg | –               | –        | –               | –        |
| 60 kg      | Johan Runge     | 312,5 kg | Max Heral       | 302,5 kg | Einar Sundström | 270 kg   |
| 67,5 kg    | Arvid Andersson | 322,5 kg | Unto Lehtonen   | 300 kg   | Theodore Huyghe | 297,5 kg |
| 75 kg      | Ernest Peppiatt | 335 kg   | Frank Teräskari | 332,5 kg | Lauri Kinnunen  | 330 kg   |
| 82,5 kg    | Jean Debuf      | 382,5 kg | Ernest Roe      | 350 kg   | Juhani Vellamo  | 342,5 kg |
| + 82,5 kg  | Niels Petersen  | 390 kg   | Robert Allart   | 387,5 kg | Raymond Herbaux | 365 kg   |

## Klasyfikacja medalowa
| Miejsce | Reprezentacja   | Złoto | Srebro | Brąz | Razem |
| 1.      | Francja         | 2     | 1      | 1    | 4     |
| 2.      | Dania           | 2     | 0      | 0    | 2     |
| 3.      | Wielka Brytania | 1     | 1      | 0    | 2     |
| 4.      | Szwecja         | 1     | 0      | 1    | 2     |
| 5.      | Finlandia       | 0     | 2      | 2    | 4     |
| 6.      | Belgia          | 0     | 1      | 1    | 2     |